# バター飴
バター飴（バターあめ）は、バターを使用して製造される飴菓子。また、北海道を代表する土産菓子でもある。漢字表記は、「牛酪飴」。　
北海道二海郡八雲町発祥の銘菓であり、考案者は榊原製飴工場の榊原安茂。現在は他社製菓企業でも製造・販売されている。

## 概要
北海道民にとってなじみが深い銘菓であったが、特に昭和30年代以降の北海道観光のブーム・北海道を舞台・PRした作品などにより紹介されるなど全国的に認知されるようになった。また、昭和時代の土産物の定番品でもあったが、後に製造・販売される白い恋人・夕張メロンピュアゼリー・生チョコレート・生キャラメルなどの登場により、現在は人気が薄れている。しかし、近年、雪印製のバター飴が復刻版パッケージで販売されるなど、当時の味を懐かしむ年代層には、根強い人気がある製品である。
現在、榊原製飴所は廃業しており、八雲では他社メーカーにより販売されている。

## 製品
主に砂糖（甜菜糖）・水飴（麦芽糖）・水・バター・粉乳などで製造されるが、元祖の製品は、デンプン飴（ジャガイモデンプンを使用した水飴）にバターが加えられたもの。

### 主なバター飴
- 牛酪飴 - 榊原製飴所の元祖製品。2004年に2代目社長・榊原幹男が死去したため廃業し、現在は製造されていない[2]。
- 元祖の味復刻牛酪飴 - 泰功建設が元祖の味を再現した製品。100%手作りのため少数生産。丘の駅八雲パノラマ物産館で販売中。[3]
- 北海道バター飴 - 雪印メグミルクの製品。札幌土産の定番品。
- トラピストバター飴 - トラピスト修道院の製品。函館土産の定番品。
- 北海道バター塩飴 - 北海道産のバターとオホーツク海の塩でつくった、名糖産業の製品。100円ショップで販売されている。
- 北海道名産バター飴 - 昭和製菓

## 外部サイト
- 八雲町HP
- 富士通 公式HP
  - ～札幌 トラピスチヌのバター飴の思い出～（社会人オフタイムマガジン「石橋眞知子の日本晴れ紀行 北海道」）